# Campeonato Europeo de Baloncesto Masculino de 1985
La edición XXIV del Campeonato europeo de baloncesto masculino tuvo lugar en la ciudad alemana de Stuttgart entre el 5 y el 16 de junio de 1985 con la participación de un total de 12 selecciones nacionales.
El campeón de esta edición fue la selección de la Unión Soviética que derrotó en la final a Checoslovaquia por un contundente 120-89. La medalla de bronce la ganó la selección de Italia.

## Grupos
Los doce equipos participantes fueron divididos en dos grupos de la forma siguiente:
| Grupo A         | Grupo B          |
| --------------- | ---------------- |
| España          | Bulgaria         |
| Francia         | Alemania Federal |
| Polonia         | Israel           |
| Rumania         | Italia           |
| Unión Soviética | Países Bajos     |
| Yugoslavia      | Checoslovaquia   |

## Primera fase

### Grupo A
| Equipo          | J | G | P | T+  | T-  | DT  | PTS |
| --------------- | - | - | - | --- | --- | --- | --- |
| Yugoslavia      | 5 | 4 | 1 | 514 | 464 | +50 | 9   |
| Unión Soviética | 5 | 4 | 1 | 537 | 483 | +54 | 9   |
| España          | 5 | 4 | 1 | 496 | 465 | +31 | 9   |
| Francia         | 5 | 1 | 4 | 479 | 531 | -52 | 6   |
| Rumania         | 5 | 1 | 4 | 452 | 488 | -36 | 6   |
| Polonia         | 5 | 1 | 4 | 457 | 504 | -47 | 6   |

| Fecha    | Partido         | Partido | Partido    | Resultado |
| -------- | --------------- | ------- | ---------- | --------- |
| 05.06.85 | Polonia         | -       | Rumania    | 70-83     |
| 05.06.85 | Unión Soviética | -       | Francia    | 118-103   |
| 05.06.85 | España          | -       | Yugoslavia | 83-99     |
| 06.06.85 | Unión Soviética | -       | Rumania    | 100-85    |
| 06.06.85 | España          | -       | Polonia    | 99-97     |
| 06.06.85 | Francia         | -       | Yugoslavia | 89-110    |
| 07.06.85 | Rumania         | -       | España     | 94-106    |
| 07.06.85 | Francia         | -       | Polonia    | 94-97     |
| 07.06.85 | Unión Soviética | -       | Yugoslavia | 105-97    |
| 08.06.85 | Francia         | -       | Rumania    | 110-97    |
| 08.06.85 | Yugoslavia      | -       | Polonia    | 106-94    |
| 08.06.85 | Unión Soviética | -       | España     | 92-99     |
| 09.06.85 | Yugoslavia      | -       | Rumania    | 102-93    |
| 09.06.85 | España          | -       | Francia    | 109-83    |
| 09.06.85 | Unión Soviética | -       | Polonia    | 122-99    |

### Grupo B
| Equipo         | J | G | P | T+  | T-  | DT   | PTS |
| -------------- | - | - | - | --- | --- | ---- | --- |
| Italia         | 5 | 4 | 1 | 459 | 391 | +68  | 9   |
| Alemania       | 5 | 3 | 2 | 445 | 420 | +25  | 8   |
| Bulgaria       | 5 | 3 | 2 | 396 | 385 | +11  | 8   |
| Checoslovaquia | 5 | 2 | 3 | 428 | 425 | +3   | 7   |
| Israel         | 5 | 2 | 3 | 430 | 434 | -4   | 7   |
| Países Bajos   | 5 | 1 | 4 | 400 | 503 | -103 | 6   |

| Fecha    | Partido             | Partido | Partido             | Resultado |
| -------- | ------------------- | ------- | ------------------- | --------- |
| 05.06.85 | Italia              | -       | Checoslovaquia      | 82-80     |
| 05.06.85 | Alemania Occidental | -       | Países Bajos        | 104-79    |
| 05.06.85 | Israel              | -       | Bulgaria            | 72-78     |
| 06.06.85 | Italia              | -       | Alemania Occidental | 94-79     |
| 06.06.85 | Israel              | -       | Checoslovaquia      | 92-93     |
| 06.06.85 | Países Bajos        | -       | Bulgaria            | 90-103    |
| 07.06.85 | Israel              | -       | Países Bajos        | 80-86     |
| 07.06.85 | Alemania Occidental | -       | Checoslovaquia      | 101-83    |
| 07.06.85 | Italia              | -       | Bulgaria            | 82-61     |
| 08.06.85 | Checoslovaquia      | -       | Bulgaria            | 68-84     |
| 08.06.85 | Israel              | -       | Alemania Occidental | 94-88     |
| 08.06.85 | Países Bajos        | -       | Italia              | 79-112    |
| 09.06.85 | Países Bajos        | -       | Checoslovaquia      | 66-104    |
| 09.06.85 | Alemania Occidental | -       | Bulgaria            | 73-70     |
| 09.06.85 | Israel              | -       | Italia              | 92-89     |

## Fase final

### Puestos del 1 al 4
|  | Cuartos de final    | Cuartos de final |                |        | Semifinales            | Semifinales            |  |  | Final | Final |
|  |                     |                  |                |        |                        |                        |  |  |       |       |
|  |                     |                  |                |        |                        |                        |  |  |       |       |
|  |                     |                  |                |        |                        |                        |  |  |       |       |
|  | Alemania Occidental | 83               |                |        |                        |                        |  |  |       |       |
|  | Alemania Occidental | 83               |                |        |                        |                        |  |  |       |       |
|  | España              | 98               |                |        |                        |                        |  |  |       |       |
|  | España              | 98               | España         | 95     |                        |                        |  |  |       |       |
|  |                     |                  | España         | 95     |                        |                        |  |  |       |       |
|  |                     | Checoslovaquia   | 98             |        |                        |                        |  |  |       |       |
|  | Yugoslavia          | Checoslovaquia   | 98             | 91     |                        |                        |  |  |       |       |
|  | Yugoslavia          |                  |                | 91     |                        |                        |  |  |       |       |
|  | Checoslovaquia      | 102              |                |        |                        |                        |  |  |       |       |
|  | Checoslovaquia      | 102              | Checoslovaquia | 89     |                        |                        |  |  |       |       |
|  |                     |                  | Checoslovaquia | 89     |                        |                        |  |  |       |       |
|  |                     | Unión Soviética  | 120            |        |                        |                        |  |  |       |       |
|  | Italia              | Unión Soviética  | 120            | 97     |                        |                        |  |  |       |       |
|  | Italia              |                  |                | 97     |                        |                        |  |  |       |       |
|  | Francia             | 71               |                |        |                        |                        |  |  |       |       |
|  | Francia             | 71               | Italia         | 96     | Tercer y cuarto puesto | Tercer y cuarto puesto |  |  |       |       |
|  |                     |                  | Italia         | 96     | Tercer y cuarto puesto | Tercer y cuarto puesto |  |  |       |       |
|  |                     | Unión Soviética  | 112            |        |                        |                        |  |  |       |       |
|  | Unión Soviética     | Unión Soviética  | 112            | 104    | España                 | 90                     |  |  |       |       |
|  | Unión Soviética     |                  |                | 104    | España                 | 90                     |  |  |       |       |
|  | Bulgaria            | 86               |                | Italia | 102                    |                        |  |  |       |       |
|  | Bulgaria            | 86               |                |        | 102                    |                        |  |  |       |       |
|  |                     |                  |                |        |                        |                        |  |  |       |       |
|  |                     |                  |                |        |                        |                        |  |  |       |       |

### Puestos del 5 al 8
|  | Puestos del 5 al 8  | Puestos del 5 al 8 |    |            | Puesto 5            | Puesto 5 |  |
|  |                     |                    |    |            |                     |          |  |
|  |                     |                    |    |            |                     |          |  |
|  |                     |                    |    |            |                     |          |  |
|  | Alemania Occidental | 98                 |    |            |                     |          |  |
|  | Yugoslavia          | 84                 |    |            |                     |          |  |
|  |                     |                    |    |            |                     |          |  |
|  |                     |                    |    |            |                     |          |  |
|  |                     |                    |    |            | Alemania Occidental | 101      |  |
|  |                     | Francia            | 81 |            |                     |          |  |
|  |                     |                    |    |            |                     |          |  |
|  |                     |                    |    |            |                     |          |  |
|  |                     |                    |    |            | Puesto 7            |          |  |
|  |                     |                    |    |            |                     |          |  |
|  | Francia             | 107                |    | Yugoslavia | 105                 |          |  |
|  | Bulgaria            | 105                |    |            | Bulgaria            | 86       |  |

### Puestos del 9 al 12
|  | Puestos del 9 al 12 | Puestos del 9 al 12 |    |         | Puesto 9     | Puesto 9 |  |
|  |                     |                     |    |         |              |          |  |
|  |                     |                     |    |         |              |          |  |
|  |                     |                     |    |         |              |          |  |
|  | Israel              | 91                  |    |         |              |          |  |
|  | Polonia             | 86                  |    |         |              |          |  |
|  |                     |                     |    |         |              |          |  |
|  |                     |                     |    |         |              |          |  |
|  |                     |                     |    |         | Israel       | 90       |  |
|  |                     | Rumania             | 89 |         |              |          |  |
|  |                     |                     |    |         |              |          |  |
|  |                     |                     |    |         |              |          |  |
|  |                     |                     |    |         | Puesto 11    |          |  |
|  |                     |                     |    |         |              |          |  |
|  | Rumania             | 90                  |    | Polonia | 102          |          |  |
|  | Países Bajos        | 87                  |    |         | Países Bajos | 100      |  |

### Cuartos de final
| Fecha    | Partido             | Partido | Partido        | Resultado |
| -------- | ------------------- | ------- | -------------- | --------- |
| 11.06.85 | Alemania Occidental | -       | España         | 83-98     |
| 12.06.85 | Yugoslavia          | -       | Checoslovaquia | 91-102    |
| 11.06.85 | Italia              | -       | Francia        | 97-71     |
| 12.06.85 | Unión Soviética     | -       | Bulgaria       | 104-86    |

### Puestos del 9º al 12º
| Fecha    | Partido | Partido | Partido      | Resultado |
| -------- | ------- | ------- | ------------ | --------- |
| 11.06.85 | Israel  | -       | Polonia      | 91-86     |
| 12.06.85 | Rumania | -       | Países Bajos | 90-87     |

### Puestos del 5º al 8º
| Fecha    | Partido             | Partido | Partido    | Resultado |
| -------- | ------------------- | ------- | ---------- | --------- |
| 13.06.85 | Alemania Occidental | -       | Yugoslavia | 98-84     |
| 13.06.85 | Francia             | -       | Bulgaria   | 107-105   |

### Semifinales
| Fecha    | Partido | Partido | Partido         | Resultado |
| -------- | ------- | ------- | --------------- | --------- |
| 14.06.85 | España  | -       | Checoslovaquia  | 95-98     |
| 14.06.85 | Italia  | -       | Unión Soviética | 96-112    |

### Undécimo puesto
| Fecha    | Partido | Partido | Partido      | Resultado |
| -------- | ------- | ------- | ------------ | --------- |
| 13.06.85 | Polonia | -       | Países Bajos | 102-100   |

### Noveno puesto
| Fecha    | Partido | Partido | Partido | Resultado |
| -------- | ------- | ------- | ------- | --------- |
| 14.06.85 | Israel  | -       | Rumania | 90-89     |

### Séptimo puesto
| Fecha    | Partido    | Partido | Partido  | Resultado |
| -------- | ---------- | ------- | -------- | --------- |
| 16.06.85 | Yugoslavia | -       | Bulgaria | 105-86    |

### Quinto puesto
| Fecha    | Partido             | Partido | Partido | Resultado |
| -------- | ------------------- | ------- | ------- | --------- |
| 15.06.85 | Alemania Occidental | -       | Francia | 101-81    |

### Tercer puesto
| Fecha    | Partido | Partido | Partido | Resultado |
| -------- | ------- | ------- | ------- | --------- |
| 15.06.85 | España  | -       | Italia  | 90-102    |

### Final
| Fecha    | Partido        | Partido | Partido         | Resultado |
| -------- | -------------- | ------- | --------------- | --------- |
| 16.06.85 | Checoslovaquia | -       | Unión Soviética | 89-120    |

## Medallero
|                 |                |        |
| Unión Soviética | Checoslovaquia | Italia |

## Clasificación final
| 1. - Unión Soviética  |
| 2. - Checoslovaquia   |
| 3. - Italia           |
| 4. - España           |
| 5. - Alemania Federal |
| 6. - Francia          |
| 7. - Yugoslavia       |
| 8. - Bulgaria         |
| 9. - Israel           |
| 10. - Rumania         |
| 11. - Polonia         |
| 12. - Países Bajos    |

## Trofeos individuales

### Mejor jugadorMVP
- Arvydas Sabonis

### Quinteto ideal del torneo
- Valdis Valters
- Dražen Petrović
- Detlef Schrempf
- Fernando Martín
- Arvydas Sabonis

## Plantilla de los 4 primeros clasificados
1.Unión Soviética: Arvydas Sabonis, Valdis Valters, Aleksandr Vólkov, Vladímir Tkachenko, Valeri Tijonenko, Aleksandr Belostenny, Sergejus Jovaisa, Serguéi Tarakánov, Rimas Kurtinaitis, Valdemaras Chomicius, Heino Enden, Andréi Lopátov (Entrenador: Vladímir Obujov)
2.Checoslovaquia: Kamil Brabenec, Stanislav Kropilak, Jiri Okac, Otto Maticky, Jaroslav Skala, Juraj Zuffa, Vlastimil Havlik, Peter Rajniak, Zdenek Bohm, Igor Vraniak, Vladimir Vyoral, Leos Krejci (Entrenador: Pavel Petera)
3.Italia: Walter Magnifico, Pierluigi Marzorati, Roberto Brunamonti, Roberto Premier, Romeo Sacchetti, Ario Costa, Renato Villalta, Augusto Binelli, Enrico Gilardi, Giuseppe Bosa, Renzo Vecchiato, Giampiero Savio (Entrenador: Sandro Gamba)
4.España: Juan Antonio San Epifanio, Jordi Villacampa, Fernando Martín, Chicho Sibilio, Andrés Jiménez, Fernando Romay, Joaquim Costa, Josep Maria Margall, José Luis Llorente, Vicente Gil, Juan Domingo de la Cruz, Juan Manuel López Iturriaga (Entrenador: Antonio Díaz Miguel)